# Tipula imbecilla
Tipula imbecilla är en tvåvingeart som beskrevs av Friedrich Hermann Loew 1869. Tipula imbecilla ingår i släktet Tipula och familjen storharkrankar. Inga underarter finns listade i Catalogue of Life.